# D. J. 화이트

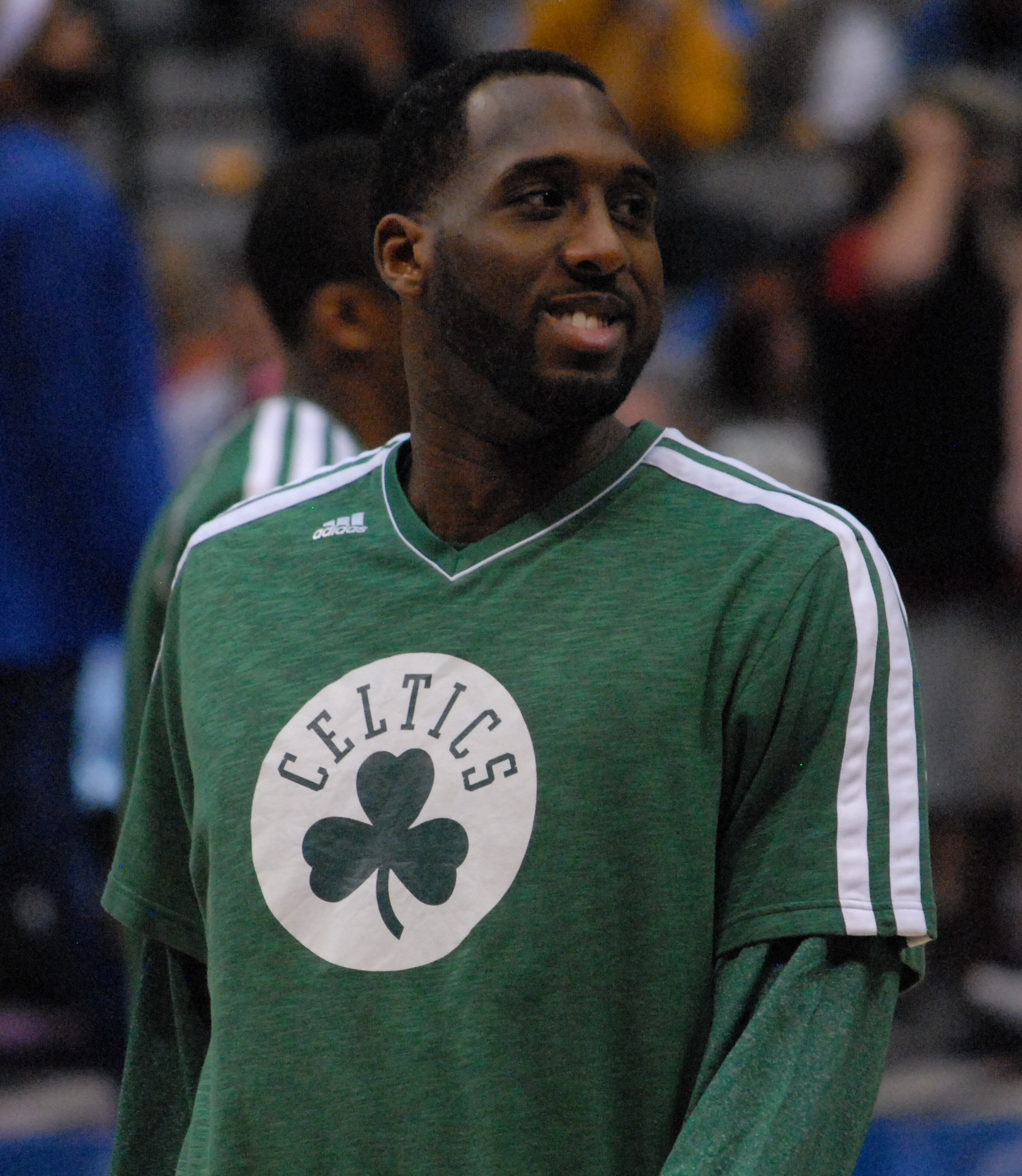
2013년 모습

D. J. 화이트(D. J. White, 본명: 드웨인 "D.J." 화이트 주니어, White, Jr., 1986년 8월 31일 ~ )는 오클라호마시티 블루의 단장이다. 그는 오클라호마시티 썬더(Oklahoma City Thunder)의 비디오 분석가였으며 2008년 NBA 드래프트 1라운드에 지명된 전직 미국 프로농구 선수였다. 2.06m(6피트 9인치)의 키에 그는 파워 포워드 포지션을 맡았다. 그는 선수 생활의 대부분을 해외에서 보냈다.

## 고등학교 및 대학 경력
힐크레스트 고등학교(Hillcrest High School)의 뛰어난 선수인 화이트는 인디애나 후지어스(Indiana Hoosiers)와의 신입생 시즌 동안 빅 텐 콘퍼런스(Big Ten Conference)의 모든 신입생을 이끌었다. 그는 라이벌스닷컴(Rivals.com)에서 프레시맨 올 아메리칸(Freshman All-American)으로 지명되었고 스카우트닷컴(Scout.com)에서는 5성급 신입 선수로 지명되었다. 또한 올해의 빅 텐 신입생으로 선정되었다. 2008년에 그는 빅 텐 올해의 선수로 선정되었으며 퍼스트 팀 올 빅 텐(First Team All-Big Ten)에 선정되었다. 그는 또한 2008년에 세컨드 팀 올 아메리칸(Second Team All-American)으로 선정되었다.